# هیوندای استارکس
هیوندایی استارکس (Hyundai Starex) خودرویی است که از سال ۱۹۹۷ تا کنون در کره جنوبی، اندونزی، ایزمیت و ترکیه تولید شده‌است.
این خودرو در کلاس ون قرار گرفته، است.